# Haplothecium guianense
Haplothecium guianense är en svampart som beskrevs av F. Stevens 1924. Haplothecium guianense ingår i släktet Haplothecium och familjen Glomerellaceae.   Inga underarter finns listade i Catalogue of Life.